# Blecktjärnsskogen
Blecktjärnsskogen är ett naturreservat i Hällefors och Karlskoga kommuner i Örebro län.
Området är naturskyddat sedan 2014 och är 224 hektar stort. Reservatet består av naturskog, myrmarker och vattendrag.